# Alvaradoia numerica
Alvaradoia numerica är en fjärilsart som beskrevs av Jean Baptiste Boisduval 1840. Alvaradoia numerica ingår i släktet Alvaradoia och familjen nattflyn. Inga underarter finns listade i Catalogue of Life.